# Église Saint-Cyr-et-Sainte-Julitte d'Origny-en-Thiérache
Pour les articles homonymes, voir église Saint-Cyr-et-Sainte-Julitte.
L'église Saint-Cyr-et-Sainte-Julitte est une église située à Origny-en-Thiérache, en France.

## Description
L'église fortifiée Saint-Cyr-et-Sainte-Julitte doit son nom à saint Cyr et à sa mère sainte Julitte, deux martyrs chrétiens du IVe siècle.

### Description à la fin duXIXesiècle
Grâce à la Société archéologique et historique de Vervins et de la Thiérache et un de ses membres, Eugène Mennesson, il reste une description précise de l'église telle qu'elle était en 1877.
La façade de l'église d'Origny offre l'aspect d'une forteresse imposante élevée sur une légère éminence. C'est un donjon rectangulaire en pierre, avec des restaurations en briques, accompagné en avant de deux tours également en briques dont le soubassement en grès ne mesure pas moins de cinq mètres de diamètre au ras du sol, et surmonté d'un toit pointu à quatre pans.
Les constructions qui s'étendent derrière le donjon affectent la forme de la croix. Le vaisseau principal est en pierre blanche ; mais les collatéraux qui flanquent la nef sont en moellons et en briques. Le bas-côté gauche s'arrête en arrière du donjon, et sur son pignon occidental se détache un petit mâchicoulis qui s'ouvre au-dessus d'une porte à linteau cintré, aujourd’hui bouchée. En retour d'équerre, au bas du donjon, on voit une arcade ogivale murée qui est formée de deux pieds-droits et d'un double rang de claveaux à section carrée. Sur une des briques de la tour voisine, on lit, gravée dans la pâte, la date de 1606. Dans le parement de cette même tour sont encastrées deux pierres portant chacune en relief une de ces croix à branches égales que, suivant Viollet-le-Duc, on sculptait souvent, sous la période romane, soit à l'intérieur, soit à l'extérieur sur les parements des contreforts. Lorsqu'on éleva les tours, en 1606 comme nous venons de le voir, on dut arracher les contreforts dont les nouvelles constructions allaient prendre la place; et les croix que portaient les parements des contreforts furent enchâssées au milieu des briques de la tour que nous avons sous les yeux.
L'entrée principale de l'église, qui se trouve entre les deux tours, se compose de deux archivoltes concentriques à profil carré décrivant une ogive, et retombant sur trois pieds-droits surmontés d'une moulure à gorge. Un cordon saillant contourne l'archivolte supérieure.
Les fenêtres hautes de la nef sont en plein cintre ; un cordon court d'une fenêtre à l'autre au niveau des impostes et encadre les archivoltes. Quant aux fenêtres cintrées des bas-côtés, elles sont, comme les constructions qu'elles éclairent, contemporaines des tours. Au pignon du bras droit du transept, nous trouvons une large baie ogivale en briques, qui date par conséquent de l'époque où ont été opérés les remaniements en briques, c'est-à-dire du XVIIe siècle, tandis que le pignon du bras opposé qui n'a pas été retouché est percé de deux baies ogivales non pas géminées, mais juxtaposées et surmontées d'un petit oculus à quatre lobes.
Le chevet de l'église est carré ; il porte au-dessous d'un oculus trois fenêtres ogivales couronnées d'un cordon ; au pignon, deux longues et étroites baies en plein cintre éclairent les combles.
Ce mélange de plein cintre et d'ogives caractérise, comme on sait, la période transitoire qui succède au roman pur.
Les contreforts du chevet se composent d'un empâtement au pied, d'un larmier au milieu et d'une retraite bien prononcée seulement aux deux tiers de la hauteur. Ceux du donjon n'offrent qu'une légère retraite au-dessus de chaque larmier qui protège le parement à différentes hauteurs.
Ces contreforts sont à section carrée et se rapprochent les premiers d'un type datant de 1220, les seconds d'un type appartenant au milieu du même siècle.
Le porche par lequel on pénètre dans l'église est voûté en pierre ; deux arcs en forme de tore se coupent en diagonale et retombent aux quatre angles ; un seul des culs-de-lampe destinés à les recevoir est resté intact: c'est une tablette triangulaire moulurée sur sa face antérieure, et posée sur un cône renversé à pans coupés légèrement concaves, du commencement du XIIIe siècle.

Au point d'intersection des arcs est suspendu un écu timbré d'une couronne de comte, écartelé, portant aux 1 et 4 un rais d'escarboucle, aux 2 et 3, trois fleurs de lys, posées deux et une, et chargé au 2 d'une traverse et au 3 d'une cotice. L'écu est carré et se termine en accolade, forme qui apparaît seulement aux XVIe siècle et XVIIe siècle ; il semble ne faire point corps avec la clef de voûte.
En dedans de la porte, on remarque, aux pieds-droits, à hauteur d'homme, deux trous carrés destinés à recevoir une barre de chêne au moyen de laquelle on assurait la clôture des vantaux et on augmentait leur résistance, au temps où le clocher servait de fort de refuge.
Un escalier, ajouté lors de la construction des tours et encombrant une partie du porche, conduit à l'étage supérieur qui communique avec les deux tours. Dans l'une on voit deux cheminées superposées dont l'âtre est noirci par la fumée, dans l'autre une seule cheminée. Ces tours étaient voûtées en cul-de-four au rez-de-chaussée et planchéiées à l'étage supérieur.
La voûte du premier étage du donjon, s'il y en a jamais eu - ce qui n'est pas facile à constater à cause de l'obscurité de l'endroit, - a fait place à la cage des cloches, fondues en 1811.
A la paroi septentrionale s'ouvre une meurtrière à large ébrasement ; Viollet-le-Duc donne des meurtrières qui rappellent celle du donjon, et dit que ce type-là était adopté de 1250 à 1350.
Trois arcades ogivales reposant sur piliers carrés, avec moulure à l'imposte, mettent chaque bas-côté en communication avec la nef qui se termine elle-même par une grande ogive à la hauteur du transept. Deux autres ogives, dont les pieds-droits ont subi une déformation qu'il n'est pas facile d'expliquer, s'ouvrent sur les bras du transept.
La nef et les bas-côtés ne sont pas voûtés, mais la croisée des bras et le chœur possèdent deux voûtes d'arête  ogivales en pierres, séparées par un arc-doubleau à deux tores et soutenues chacune par deux nervures diagonales. Ces nervures, qui se composent de deux gorges et d'un tore à deux segments de cercle formant arête, retombaient sur des colonnettes disparues dont l'existence se trouve néanmoins révélée par deux chapiteaux à crochets restés suspendus aux sommiers des arcs. Les bras du transept sont également voûtes mais en bois et en berceau ogival ; et comme le bois n'a pas été recouvert de plâtre, ainsi que cela s'est fait dans d'autres églises, on voit à nu les feuillets posés dans le sens, les couvre-joints moulurés qui cachent la ligne de raccord des feuillets, enfin le faîtage décoré de quatre fleurons ; c'est l'image exacte de l'intérieur d'une carène de vaisseau renversée. Le plus souvent des pièces de bois apparentes transversales et verticales, appelées entraits et poinçons, venaient consolider le lambris, mais ici on ne les voit pas. C'est sous les combles qu'il faut monter pour se rendre compte de la structure de la voûte de bois, dont on n'aperçoit du pavé de l'église aucun membre de soutènement.
Les arbalétriers des fermes qui supportent le toit sont reliés entre eux non à la base, mais aux deux tiers de leur hauteur par un entrait et un poinçon. D'un entrait à l'autre règne un sous-faîtage auquel viennent aboutir, de droite et de gauche, les chevrons courbes qui dessinent l'ogive de la voûte et prennent pied dans les sablières ou poutres placées en longueur sur la crête des murs. Les feuillets de lambrissage sont cloués sur l'intrados des chevrons. Vu des combles ce voûtage ressemble à un squelette de grand cétacé fixé à la maîtresse charpente par l'épine dorsale.
Dans les églises du Vervinois, l'emploi de la brique ne paraît pas remonter au-delà des premières années du XVIIe siècle ; ce fait est constaté par les dates que les ouvriers du temps n'ont presque jamais négligé d'indiquer en les gravant sur une brique, sur une pierre, mais le plus souvent au moyen de briques vitrifiées.
C'est donc à l'année 1606 mentionnée sur l'une des tours qu'il faut rapporter non seulement les tours, mais encore les bas-côtés, le pignon du bras méridional du transept, et les restaurations en brique du donjon. Sauf ces raccords, le donjon a été construit en même temps que le corps de l'église ; et c'était déjà, avant l'adjonction des tours, un ouvrage défensif : la meurtrière le prouve, car elle est percée dans les portions de mur qui n'ont pas été retouchées.
Dans ses parties anciennes, l'église d'Origny ne tient au roman que par les croix de consécration conservées aux tours et surtout par le plein cintre des fenêtres de la nef ; tout le reste appartient plutôt au style ogival. Or, les fenêtres plein cintre, dernier vestige du roman, ont disparu à la fin du XIIe siècle de l'Île-de-France et des bords de l'Oise, d'après Viollet-le-Duc. D'un autre côté, l'emploi des chapiteaux à crochets et des tores à arête, ornementation qui figure à la croisée des bras de cette église, apparaît dans la région, suivant l'éminent architecte, dès le milieu du XIIe siècle.
Il est donc probable que les constructions principales de l'église d'Origny ont été élevées de 1150 à 1200.

#### Boiseries
Tout le chœur de l'église est revêtu de boiseries Louis XV à moulures contournées, décorées de têtes d'anges, d'écussons en coquille, de culs-de-lampe, de palmiers, de guirlandes tombantes où se mêlent les fleurs, les fruits et les oiseaux. Sur les deux panneaux les plus voisins de l'autel se détachent deux têtes encadrées dans un médaillon. À gauche, c'est un moine ; au-dessous du médaillon pend un faisceau composé d'attributs monastiques avec cette légende : Ausculta o fili proecepta magistri. Comme ces boiseries viennent de l'abbaye de Foigny, qui était fille de Citeaux, il est probable que ce moine est saint Bernard, fondateur de soixante-douze monastères.
À droite, c'est une tête de religieuse en extase et entourée de rayons. Au-dessous se dessine également un faisceau où l'on distingue une porte monumentale, ou un arc de triomphe, des chaînes brisées, un aigle foudroyé. C'est là sans doute l'image des grandeurs humaines réduites en poudre par la religion. Une nonne en extase ne peut être que sainte Thérèse, d'autant qu'ayant réformé les Carmélites et seize autres maisons, elle mérite de faire pendant à saint Bernard.
À l'entrée du chœur et en retour d'équerre, deux panneaux représentent en relief, demi-grandeur naturelle, celui de droite saint Matthieu et celui de gauche saint Marc. Les boiseries sont peintes en gris rehaussé de quelques dorures, mais les personnages, les fruits, les fleurs sont coloriées suivant leur teinte naturelle. Ce coloriage d'un goût douteux est tout moderne.
Ce revêtement mesure 2 mètres 70 centimètres de hauteur entre la plinthe et la corniche qui ont dû être ajoutées avec les pilastres séparant les panneaux, lors de la mise en place des boiseries.
Autrefois, on voyait dans toutes les églises, au travers du chœur, une poutre décorée, appelée trabe, destinée à recevoir une rangée de lumières et portant à son centre un crucifix. Ces trabes sont devenues fort rares (il en existe une en bois sculpté dans l’Église Saint-Martin de Vigneux-Hocquet, représentant semble-t-il, l'arbre de Jessé. Origny a conservé aussi un de ces antiques ornements, mais son trabe ne remonte pas au-delà du XVIIIe siècle ou XVIIe siècle ; c'est comme deux longs enroulements de menuiserie qui se rejoignent pour supporter un haut crucifix dont le pied sort d'un feuillage doré.
Sur un autel du bras droit du transept se trouve une statue de la Vierge en bois peint tenant l'enfant Jésus par la main. La Vierge et l'enfant sont debout. L'enfant est vêtu d'une longue tunique blanche serrée à la taille. La Vierge porte également une tunique blanche à manches longues et étroites, et par-dessus, un corsage à basques courtes taillées en festons dont les manches découpées de la même façon s'arrêtent au-dessus du coude. Un manteau complète le costume en laissant voir le bras et le buste. C'est probablement une œuvre du XVIIe siècle ; en tout cas elle n'a ni finesse, ni distinction.

#### Fonts de baptême

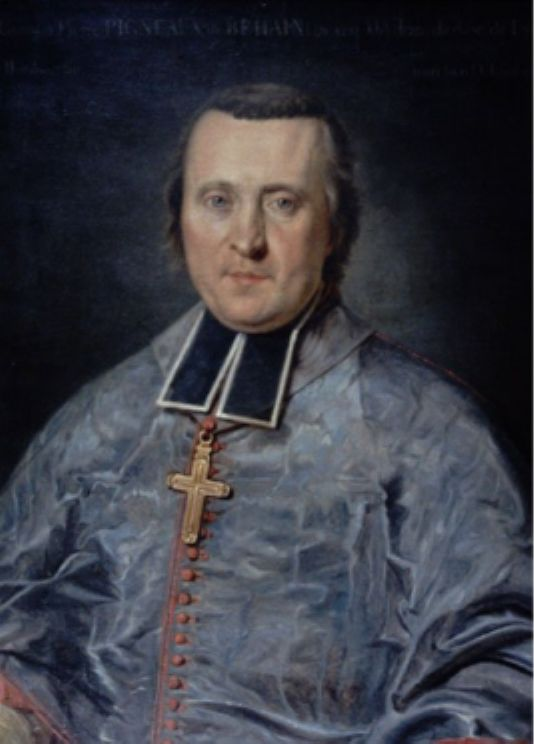
Pierre Pigneau de Behaine.

C'est un monolithe élégant composé d'un pied évasé, taillé à huit pans, et d'un renflement godronné surmonté d'une cuve baptismale octogone décorée de moulures, avec une gorge prononcée entre le renflement et les bords de la cuve. Ces fonts appartiennent au XVIe siècle.
Pigneau de Behaine, né à Origny et mort en Cochinchine, évêque d'Adran, a été baptisé dans cette cuve.

#### Bénitier
Contre la porte du collatéral gauche, un bénitier en marbre noir fixé à la muraille porte en relief sur un bandeau qui entoure la coquille : Pierre Bocquet a donné ce benoistier 1617.

#### Pierres Tombales
Devant le chœur, une pierre taillée en losange et encadrée dans le pavage porte cette inscription : Cy git Me Jean Foday, curé de Wimy, décédé le 24 novembre 1734 âgé de 52 ans. Requiescat in pace.
Une autre pierre encastrée dans la muraille du collatéral droit recouvrait jadis les restes de Jean de Bosenoë, seigneur d'Origny, décédé en 1395, et d'Isabelle, sa femme, morte en 1369. Sur la lame noire sont gravées les effigies des nobles défunts au milieu d'un portique gothique.
À l’extérieur, contre la paroi occidentale du bras droit du transept, une troisième pierre porte l'inscription suivante:
 Ici repose en attendant la résurrection générale le corps de demoiselle Marie-Joseph Pigneau, née à Origny-en-Thiérache, le 19 mars 1747, décédée le 7 février 1823, après une vie pleine de bonnes œuvres. À côté d'elle avaient été précédemment déposées les  dépouilles mortelles de ses père et mère M. Georges Pigneau, décédé en 1784, âgé  de 78 ans et De Marie-Louise Nicart décédée en 1794 âgée de 76 ans, et de plusieurs  de ses frères et sœurs dignes membres d'une famille qui a été l'honneur et l'édification de cette paroisse.
Requiescant in pace. Ad memoriam venerandœ familiœ hanc lapidem nepotes posuerunt.

### Travaux duXXesiècle
La nef a été refaite après la Première Guerre mondiale.
Le clocher, copie de celui de la cathédrale Notre-Dame de Saïgon, porte un motif ornemental en brique polychrome imitant le décor géométrique des temples vietnamiens, reconstruit de 1929 à 1931 à l'instigation du conseil diocésain de Saïgon, marquant les liens unissant le village natal de monseigneur Pigneau de Behaine à la ville de Saïgon.

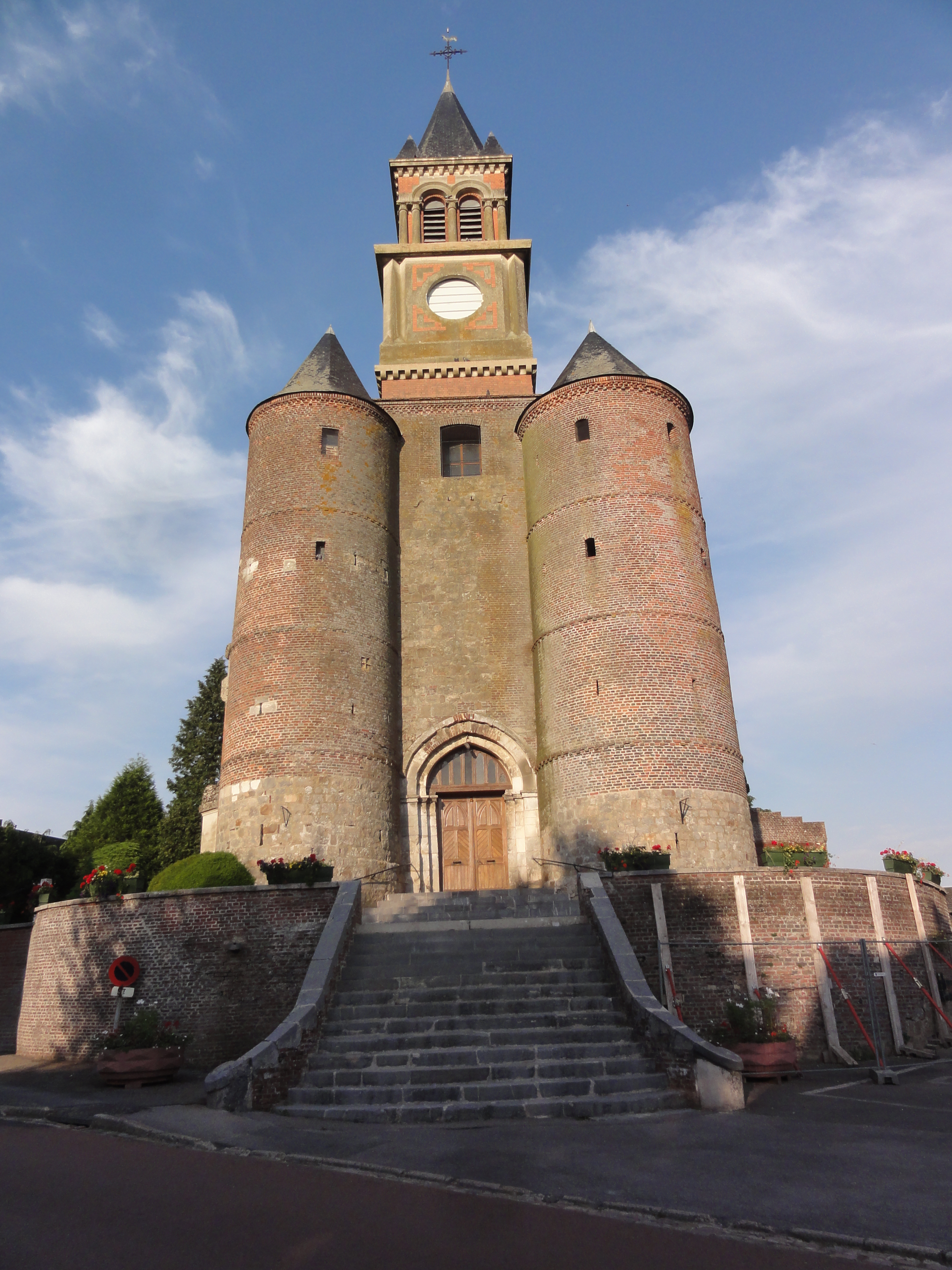
La façade avec le clocher de 1929.
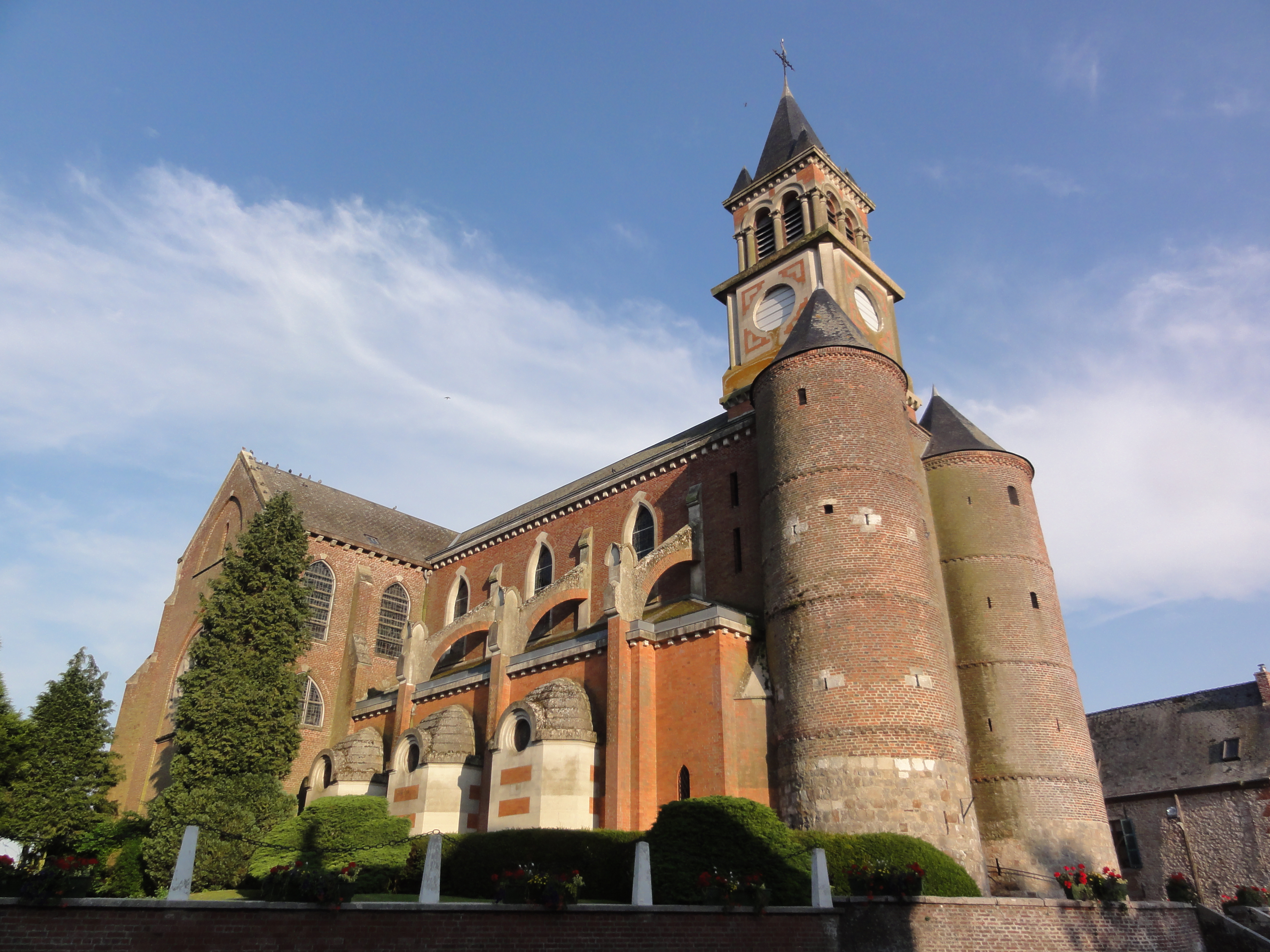
Vue latérale avec la nef refaite.
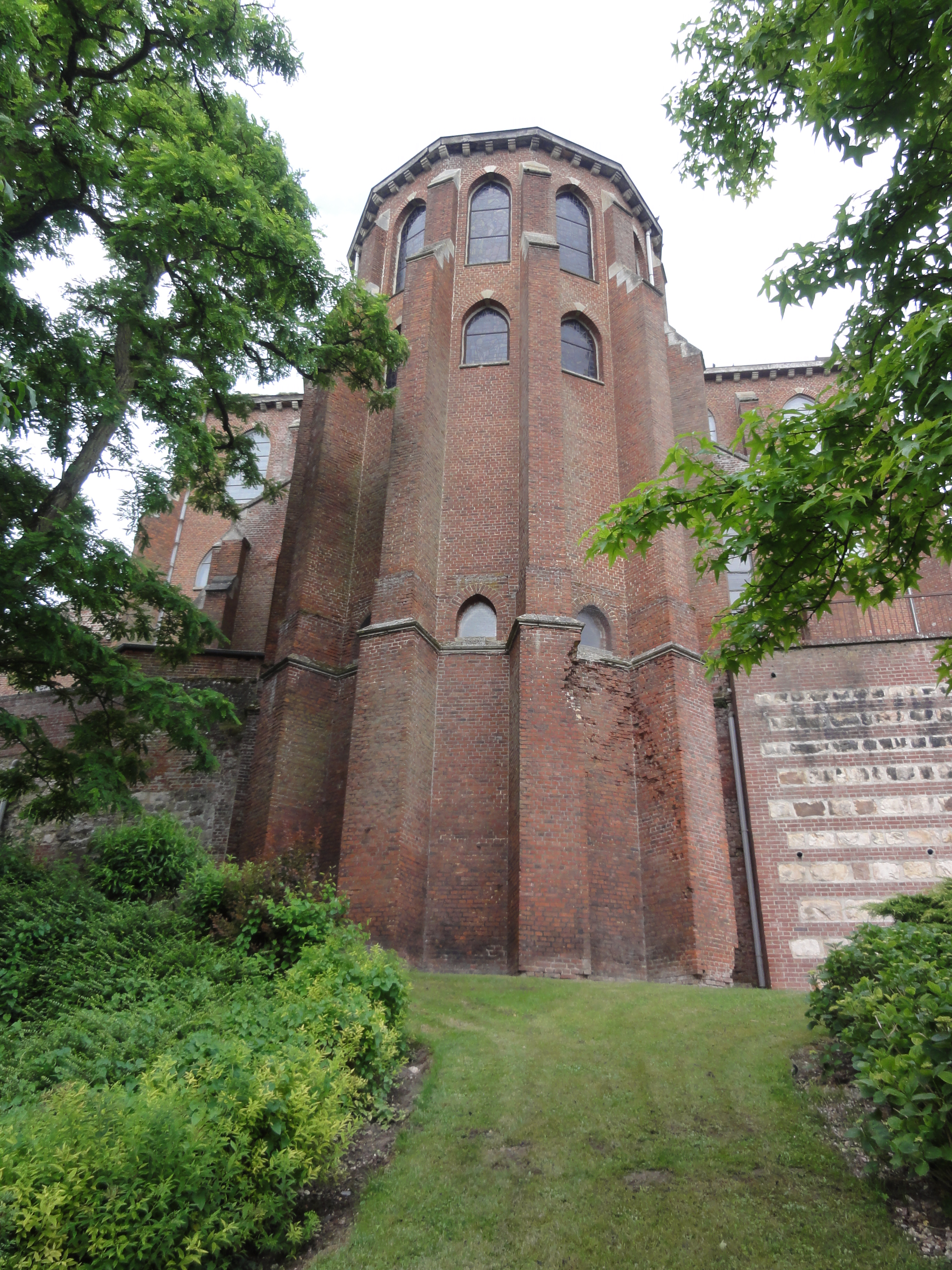
Le chevet, remontant de la vallée.
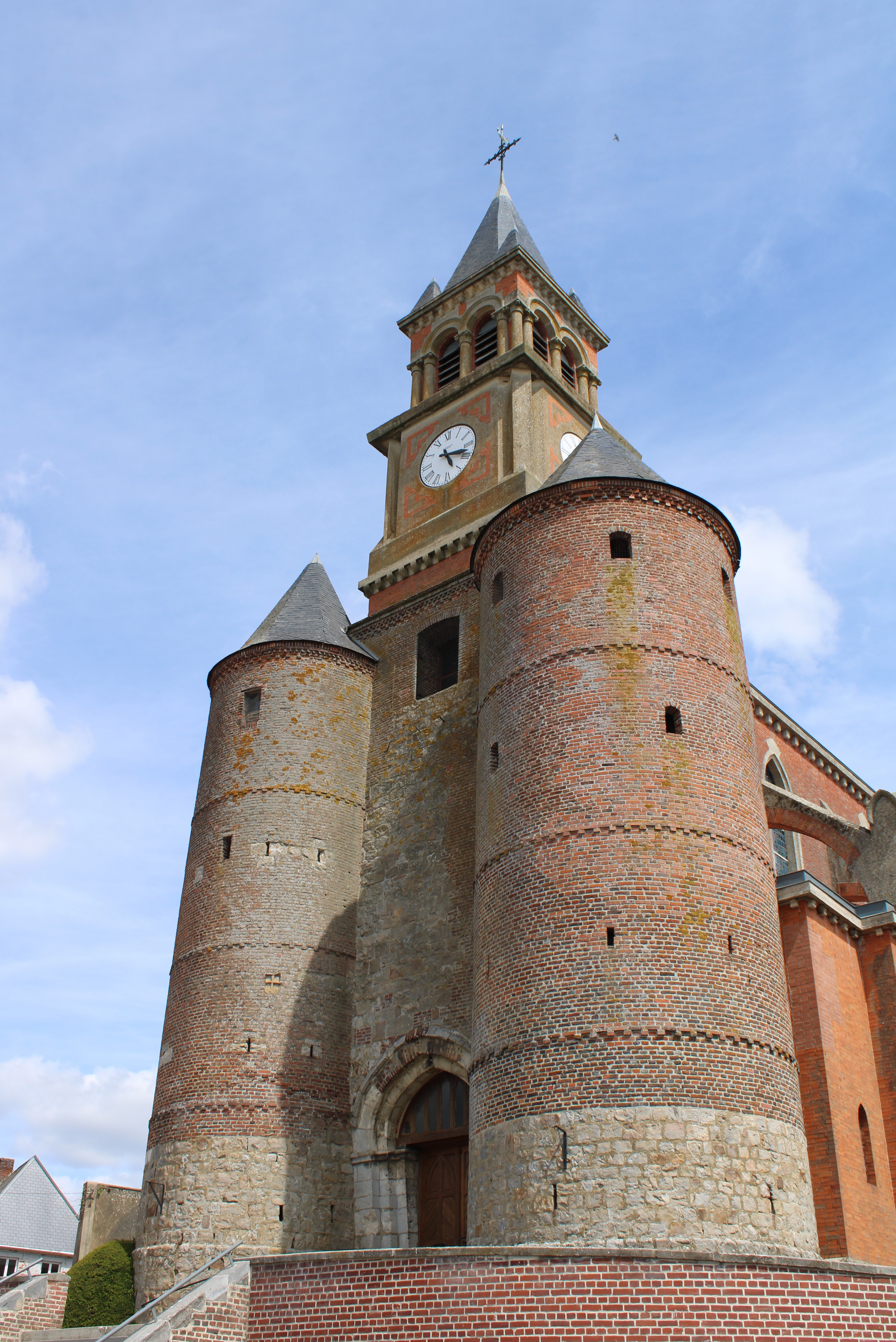

## Localisation
L'église est située sur la commune d'Origny-en-Thiérache, dans le département de l'Aisne.

## Historique
Le monument est inscrit au titre des monuments historiques par l'arrêté du 24 octobre 1927.

### Abbés
- 1937 : Divry, curé[7].